# Каяушка
Каяу́шка (рос. Каяушка) — село у складі Родинського району Алтайського краю, Росія. Адміністративний центр Каяушенської сільської ради.

## Населення
Населення — 457 осіб (2010; 626 у 2002).
Національний склад (станом на 2002 рік):
- росіяни — 67 %